# Chuandixia
Chuandixia (en chinois : 爨底下) est un village historique datant de la dynastie Ming. Il est situé en Chine, dans le district de Mentougou, appartenant à la municipalité de Pékin. Le village est une attraction touristique populaire dans la région de Pékin.

## Géographie
Chuandixia est situé à environ 90 km au nord-ouest de Pékin, dans la région montagneuse du Jingxi.

## Histoire
Le village de Chuandixia a été fondé sous la dynastie Ming (1368-1644) par des membres de la famille Han. Le village se compose d'environ 70 siheyuan, les traditionnelles demeures chinoises à cour carrée. Les maisons sont constituées principalement de bois et de pierre.
Le village est désormais une attraction touristique du fait de son environnement naturel et de la préservation de ses habitations historiques. Depuis 2006, il est recensé comme un des sites historiques et culturels majeurs protégés au niveau national.

## Galerie photo

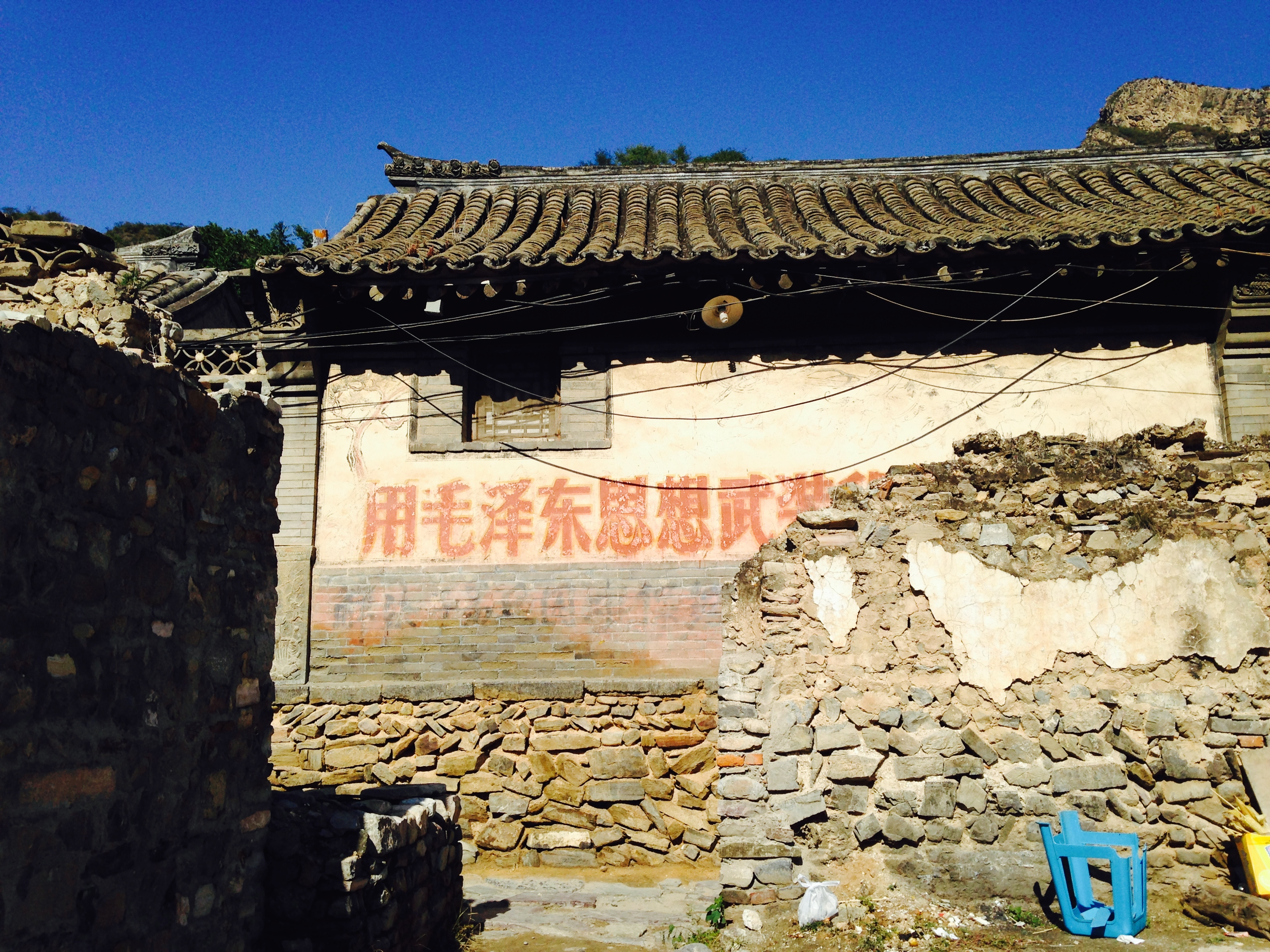
Maisons de Chuandixia

## Annexe
Sur visitourchina
Site officiel